# كانجريلور
Cangrelor (الاسم التجاري Kengreal في الولايات المتحدة و Kengreal في أوروبا) هو مثبط P2Y  12  أقرته إدارة الاغذية والعقاقير اعتبارا من يونيو 2015 باعتباره من الأدوية المضادة للصفائح للإستخدام في الوريد. بعض مثبطات P2Y  12  تستخدم سريريا كمثبطات فعالة لأدينوسين ثنائي الفوسفات - بوساطة تفعيل الصفائح الدموية وتجميعها. وخلافا لكلوبيدوغريل (بلافيكس)، وهو دواء أولي، كانجريلور هو الدواء الفعال لا يتطلب تحولا مرتبطا باالأيض.
وأدت النتائج السيئة مؤقتا إلى التخلي عن اثنين من التجارب السريرية في منتصف 2009. أما دراسة بريدج، التي تستخدم على المدى القصير قبل الجراحة، لا تزال مستمرة. وكانت تجارب شامبيون فينيكس تمثل دراسة عشوائية لأكثر من 11,000 مريض نشرت في عام 2013. ووجدت فائدة كانجريلور في المرضى الذين تقررت لهم الدعامات القلبية. مقارنة مع كلوبيدوغريل في وقت قريب، إذا أعطى عن طريق الوريد يقوم بتثبيط مستقبلات - ADP مع كانجريلور حيث حدث انخفاض كبير في معدل تخثر الدعامة واحتشاء عضلة القلب. وشكك المراجعين في منهجية المحاولة.

## الاستخدام الطبي
ووفقا لتجارب العشوائية للثلاث مراحل الأخيرة، فإن مزيج كانجريلور - كلوبيدوغريل يعد آمنا، وقد وجد أنه أكثر فعالية من العلاج كلوبيدوغريل القياسي وحده في الحد من حوادث الانسدادات في القلب، دون زيادة نزيف كبير في علاج ضيق الشرايين التاجية. مزايا هذا الدواء المركب هي الأبرز في المرضى الذين يعانون من احتشاء عضلة القلب.
وقد أخرت الأدوية المضادة للصفيحات المتاحة بداية وإستمرار المفعول. وحيث أن آثار كانجريلور هي فورية وتنعكس بسرعة، فهو دواء أكثر من مرغوب فيه للعلاج الاختياري لضيق الشرايين التاجية، خطر متلازمة الشريان التاجي الحادة التي عولجت باستخدام الدعامات التاجي فورا، وتجرى تلك الجراحة للمرضى الذين يحتاجون إلى تثبيط P2Y12 .
الأدلة الحالية بشأن العلاج ب كانجريلور مقيدة بسبب قلة الدراسات وعدم وجود تقييم لإدارة كانجريلور بالتزامن مع أي prasugrel أو تيكاجريلور.
مؤخرا، تم الموافقة عليه للمرضى البالغين الذين يخضعون لرأب الوعاء التاجي (PCI).